# 나도밤나무속
나도밤나무속(Meliosma)은 나도밤나무과의 한 속으로, 동남아시아와 동아시아, 아메리카의 열대와 난대 지방이 원산지이다. 100여 종을 포함하나, 학자에 따라서는 보수적으로 20~25 종으로 나누기도 한다. 나무나 관목 형태로, 키는 10~45m까지 자란다.
한국에는 나도밤나무(Meliosma myriantha Siebold & Zucc.)와 합다리나무(Meliosma oldhamii Maxim.)의 두 종이 자란다.